# 納特氏無鋸鰨
納特氏無鋸鰨為輻鰭魚綱鰈形目鰨亞目無臂鰨科的其中一種，為熱帶淡水魚，分布於南美洲亞馬遜河流域，體長可達23.4公分，棲息在底層水域，生活習性不明。

## 扩展阅读
維基物種上的相關：納特氏無鋸鰨